# Louis Samson
Louis Samson (* 3. Juli 1995 in Berlin) ist ein deutscher Fußballspieler, der beim TuS Makkabi Berlin unter Vertrag steht. Er wird meist im defensiven Mittelfeld eingesetzt.

## Karriere
Samson startete seine Karriere bei SC Charlottenburg und spielte anschließend beim BFC Preussen, über den er seine Karriere in der Jugend des Tennis Borussia Berlin fortsetzte, wechselte er im Jahr 2011 in die Jugend von Hertha BSC. Für das Spiel am 26. März 2013 wurde er von Trainer Karsten Heine zum ersten Mal in den Kader der zweiten Mannschaft berufen und startete von Beginn an bei der 1:3-Niederlage gegen TSG Neustrelitz. Sein erstes Tor für Hertha BSC II erzielte er am 9. August 2014 beim 2:2-Unentschieden gegen den FC Carl Zeiss Jena. In der 20. Minute erzielte er die zwischenzeitliche 1:0-Führung für Hertha II.
Nach vier Jahren bei Hertha BSC unterschrieb Samson am 22. Juni 2015 einen Zweijahresvertrag beim FC Erzgebirge Aue. Am 25. Juli 2015 debütierte er in der 3. Liga für Aue unter Trainer Pavel Dotchev. Mit seinem ersten Tor für Aue sicherte Samson Aue den 1:0-Sieg gegen VfR Aalen am 26. August 2015. Gleich in seiner ersten Auer Saison sicherte er sich mit seinem Teamkollegen einen Spieltag vor Saisonende den Aufstieg in die 2. Bundesliga. In der Saison 2016/17 gelang Samson mit dem FC Erzgebirge trotz einer 0:1-Niederlage bei Fortuna Düsseldorf am 34. Spieltag der Klassenerhalt. Mit 27 Einsätzen und einer starken Rückrunde war Samson einer der Leistungsträger des FC Erzgebirge im Kampf um den Klassenverbleib.
Zur Saison 2017/18 wechselte Samson zum Ligakonkurrenten Eintracht Braunschweig. Nach dem Abstieg von Eintracht Braunschweig in die 3. Liga war Samson bis Oktober 2018 vereinslos und unterschrieb dann einen Vertrag beim FC Schalke 04, wo er im Kader der zweiten Mannschaft in der fünftklassigen Oberliga Westfalen stand, für die er jedoch nicht zum Einsatz kam.
Anfang Januar 2019 kehrte Samson zum FC Erzgebirge Aue zurück, bei dem er einen Vertrag mit einer Laufzeit bis zum 30. Juni 2021 erhielt.
Im Sommer 2021 wechselte er zum Drittligisten Hallescher FC.
Anfang August 2023 wechselte er in die Oberliga Nordost zum TuS Makkabi Berlin.

## Erfolge
- Aufstieg in die 2. Bundesliga: 2016 (FC Erzgebirge Aue)